# Giandante X
Giandante X, pseudonimo di Dante Pescò (Milano, 1899 – Castelleone, 17 novembre 1984), è stato un pittore, scultore, illustratore, anarchico, antifascista e partigiano italiano.
Firmava le sue opere come Giandante, modifica di "eterno viandante" come amava farsi chiamare.

## Biografia
Figlio di un industriale tessile, persona schiva e solitaria, all'età di sedici anni abbandonò la famiglia per intraprendere la sua vita di artista girovago. Piuttosto eclettico, si laureò a 19 anni in Architettura all'Accademia di belle arti di Bologna, allievo di Edoardo Collamarini. Dedicatosi all'insegnamento (fu il più giovane docente di architettura d'Italia), due anni dopo conseguì la laurea in Filosofia.
Fu essenzialmente pittore, illustratore e scultore; fu anche poeta e filosofo.
Molto attivo nella scena artistica milanese, condivise idee ed esposizioni con i grandi artisti del tempo, quali Carlo Carrà, Aligi Sassu, Mario Sironi, Renato Birolli, Bruno Munari e Giacomo Manzù.
A vent'anni presentò le sue opere in svariate mostre ottenendo un notevole successo di pubblico e di critici. Espose alle prime Biennali di Monza e nelle più importanti gallerie di Milano.
Anarchico, partecipò attivamente alla Guerra civile spagnola e in seguito venne fatto prigioniero in Francia.